# Cox Green (Berkshire)
Cox Green est une paroisse civile du Berkshire, en Angleterre.